# La Capelle-Bleys
La Capelle-Bleys (okzitanisch: La Capèla Blèis) ist eine französische Gemeinde mit 355 Einwohnern (Stand: 1. Januar 2022) im Département Aveyron in der Region Okzitanien (vor 2016 Midi-Pyrénées). Sie gehört zum Arrondissement Villefranche-de-Rouergue und zum Kanton Aveyron et Tarn. Die Einwohner werden Capellois genannt.

## Geografie
La Capelle-Bleys liegt etwa 40 Kilometer westsüdwestlich von Rodez. Umgeben wird La Capelle-Bleys von den Nachbargemeinden Le Bas Ségala im Süden, Westen und Norden, Rieupeyroux im Osten sowie La Salvetat-Peyralès im Süden.

## Bevölkerungsentwicklung
| Jahr                       | 1962 | 1968 | 1975 | 1982 | 1990 | 1999 | 2006 | 2019 |
| Einwohner                  | 505  | 477  | 425  | 390  | 349  | 357  | 380  | 351  |
| Quellen: Cassini und INSEE |      |      |      |      |      |      |      |      |

## Sehenswürdigkeiten

Kirche Saint-Jérôme

- Kirche Saint-Jérôme